# George Compton, IV conte di Northampton
George Compton, IV conte di Northampton (18 ottobre 1664 – 15 aprile 1727), è stato un nobile inglese.

## Biografia
Era il figlio di James Compton, III conte di Northampton, e della sua seconda moglie, Mary Noel. 

## Carriera
Successe al padre della contea nel 1681. Northampton servì come Lord luogotenente del Warwickshire (1686-1687 e 1689-1727) e fu Conestabile della Torre di Londra (1712-1715). All'incoronazione di Maria II e di Guglielmo III nel 1689 portò lo scettro e la croce del re. Nel 1702 è stato ammesso al Consiglio privato.

## Matrimoni

### Primo Matrimonio
Sposò, il 9 maggio 1686, Jane Fox (?-11 luglio 1721), figlia di Sir Stephen Fox. Ebbero quattro figli:
- James Compton, V conte di Northampton (2 maggio 1687-3 ottobre 1754);
- Lady Anne Compton, sposò John Rushout, ebbero due figli;
- George Compton, VI conte di Northampton (1692-6 dicembre 1758);
- Charles Compton (?-20 novembre 1755), sposò Mary Lucy, ebbero sei figli.

### Secondo Matrimonio
Sposò, il 3 luglio 1726, Elizabeth Rushout (20 febbraio 1682-15 gennaio 1750), figlia di James Rushout. Non ebbero figli.